# Auryn Quartett
Das Auryn Quartett, gegründet 1981, ist ein international renommiertes Streichquartett. Die vier Gründungsmitglieder Andreas Arndt (Cello), Stewart Eaton (Bratsche) und die beiden Geiger Matthias Lingenfelder (* 1959) und Jens Oppermann (* 1960) bilden bis heute das Ensemble.

## Geschichte
Den Namen für ihr Quartett entnahmen die Musiker nach eigenen Aussagen dem 1979 erschienenen Roman Die unendliche Geschichte von Michael Ende. Darin erfüllt Auryn, das Amulett der Kindlichen Kaiserin, jeden Wunsch. 
Bereits im Jahr nach der Gründung nahm das Ensemble am ARD-Wettbewerb in München und am internationalen Streichquartettwettbewerb in Portsmouth erfolgreich teil. Es vervollkommnete sich in den folgenden Jahren durch Studien beim Amadeus-Quartett in Köln und beim Guarneri-Quartett in New York. Seit 2003 wirken die Mitglieder des Auryn Quartetts als Professoren an der Musikhochschule Detmold. Von 2010 bis 2021 hatte das Auryn Quartett die künstlerische Leitung des Kammermusikfestivals Musiktage Mondsee.
Die Aufführungspraxis des Auryn Quartetts ist gekennzeichnet durch ein breites Repertoire und international dargebotene Reihen der Kammermusikliteratur, wie zum Beispiel die Aufführung der 68 Streichquartette Joseph Haydns in Köln und Padua und einen Beethoven-Zyklus in London und Perugia 2010. Hinzu kommen zahlreiche Erst- und Uraufführungen zeitgenössischer Komponisten.
Das Quartett erhielt zahlreiche Preise und Auszeichnungen für seine Einspielungen, unter anderem 1985 den Förderpreis des Landes Nordrhein-Westfalen für junge Künstlerinnen und Künstler und 2009 den ECHO Klassik für die Kammermusikeinspielung des Jahres 17./18. Jahrhundert. Für die Gesamteinspielung der Quartette Joseph Haydns erhielt das Ensemble 2011 den Jahrespreis der deutschen Schallplattenkritik.
Dem Quartett wurden vier herausragende Instrumente zur Verfügung gestellt: Matthias Lingenfelder spielt eine Stradivari von 1722, die Joseph Joachim gehörte, Jens Oppermann die Petrus Guarneri des Amadeus-Quartetts, Stewart Eaton eine Amati von 1616 (Koeckert-Quartett) und Andreas Arndt das Niccolò-Amati-Cello aus Paul Hindemiths Amar Quartett.